# Jeroen Piket
Jeroen Piket (Leiden, Països Baixos 27 de gener de 1969) és un jugador d'escacs neerlandès, actualment retirat de la competició, que té el títol de Gran Mestre des de 1989.
Tot i que ha romàs inactiu des d'octubre de 2003, a la llista d'Elo de la FIDE de novembre de 2011, hi tenia un Elo de 2624 punts, cosa que en feia el jugador número 6 dels Països Baixos. El seu màxim Elo va ser de 2670 punts, a la llista de gener de 1995 (posició 12 al rànquing mundial).

## Resultats destacats en competició
Piket va guanyar quatre cops el Campionat d'escacs dels Països Baixos, els anys 1990, 1991, 1992, i 1994. Entre altres notables resultats, en destaca una victòria al fort torneig Dortmund Sparkassen el 1994, i un segon lloc al Torneig Hoogovens de 1997. El 1999 guanyà el fort Torneig Magistral del Festival d'escacs de Biel, a Suïssa.
Va empatar un matx contra Anatoli Kàrpov, celebrat entre el 21 de febrer i el 2 de març de 1999 a Mònaco, pel marcador de 4–4 (totes vuit partides foren taules). L'any següent, va guanyar un torneig per internet organitzat per kasparovchess.com, tot vencent en Garri Kaspàrov a la final. El 2000 va jugar un matx a Canes contra Vladislav Tkatxov, amb el resultat de 4-4 (+2 =4 -2). El 2001 guanyà el torneig de Vlissingen.

## Altres activitats
Piket va col·laborar amb Lev Polugaievski en l'edició del llibre Sicilian Love - Lev Polugaevsky Chess Tournament 1994 (Buenos Aires), the New in Chess Editorial team, 1995, 240 p., ISBN 9-07-168999-9
Piket es va retirar el 2001 dels escacs actius, per esdevenir el secretari personal de l'home de negocis neerlandès Joop van Oosterom. Pocs anys més tard, el 2005, Van Oosterom va guanyar el Campionat del Món d'escacs per correspondència, un fet que va provocar que Tim Krabbé escrigués: "El Turc era conduït per William Schlumberger, Mephisto era conduït per Isidore Gunsberg, Ajeeb era conduït per Harry Pillsbury i Joop van Oosterom és conduït per Jeroen Piket."